# Jacek Decowski
Jacek Decowski (ur. 8 stycznia 1896 w Żołyni, zm. 5 lipca 1941 w Murnau) – major Wojska Polskiego, w czasie kampanii wrześniowej 1939 roku dowodził obroną osiedla łączności Boernerowo.

## Życiorys
Syn Franciszka i Marii z domu Żoszak, urodził się w Żołyni (powiat łańcucki, w województwie lwowskim) na terenie ówczesnego zaboru austriackiego. Rodzice zadbali o odpowiednie wykształcenie syna, którego wysłali do gimnazjum w Jarosławiu, gdzie aktywnie włączał się w działalność tajnych narodowych organizacji uczniowskich. Ich celem było wychowanie młodzieży w duchu patriotycznym oraz przygotowanie do przyszłej walki o niepodległość Polski. Należał również do: tajnego skautingu, Organizacji Młodzieży Narodowej i Towarzystwa Czytelni Gimnazjalnej.  
Egzamin dojrzałości oraz maturę o profilu klasycznym zdał w 1915 roku. Również w tym roku, 1 czerwca został żołnierzem armii austriackiej służąc w 34 pułku piechoty Obrony Krajowej w Krakowie. Następnie został wysłany do Szkoły Oficerów Rezerwy na obszarze Węgier, którą ukończył 4 grudnia 1915 roku. Uzyskał stopień kadettaspiranta (podoficera). 23 marca 1916 roku został wysłany na front rosyjski, gdzie został dowódcą 1 plutonu 12 kompanii 3 pułku Obrony Krajowej. Wziął udział w walkach nad Styrem. Od 5 lipca 1916 do 10 października 1918 roku przebywał w niewoli rosyjskiej w Ustkamienogorsku pod Ałtajem. Udało mu się przedostać do Nowonikołajewska, gdzie formowały się oddziały polskie. Na ochotnika w stopniu chorążego zgłosił się do organizującej się V Syberyjskiej Dywizji Wojska Polskiego, do której został wcielony 11 października 1918 roku. Należał także do Związku Wojskowych Polaków. W dniu 22 czerwca 1919 roku został skierowany jako adiutant Okręgowego Punktu Zbornego przy Wydziale Mobilizacyjnym Dowództwa Wojska Polskiego we Wschodniej Rosji w Nowonikołajewsku. Działał tam punkt werbunkowy, w którym zajmował się poszukiwaniem i werbowaniem Polaków - ochotników do polskiej dywizji. Zadanie to wykonywał do 10 stycznia 1920 roku, czyli do końca swojej służby w Wojsku Polskim we Wschodniej Rosji. Od tego momentu znalazł się w niewoli bolszewickiej, po kapitulacji V Syberyjskiej Dywizji. Został internowany i osadzony jako jeniec w więzieniu w Krasnojarsku. Został skazany na karę śmierci za werbowanie Polaków z armii rosyjskiej do Wojska Polskiego. Wyroku nie wykonano, przeniesiono go do więzienia w Omsku, a następnie do obozu pracy w Tule, w którym przebywał do września 1921 roku. Wyszedł na wolność w drodze wymiany jeńców.      
Po powrocie, 3 października 1921 roku, do Polski zgłosił się do Wojska Polskiego. Został wcielony w stopniu podporucznika do 80 pułku piechoty na stanowisko dowódcy plutonu. Od 15 września 1922 do 27 stycznia 1926 roku w stopniu porucznika służył w Centralnej Szkole Podoficerów Piechoty nr 1 w Chełmnie na stanowiskach: instruktora, potem dowódcy kompanii i adiutanta szkoły. Awans na stopień kapitana otrzymał 6 czerwca 1926 roku ze starszeństwem od 1 lipca 1925 roku. Następnie służył w pułkach piechoty - początkowo w 58 pułku piechoty, później od 15 czerwca 1926 do kwietnia 1934 roku w 66 pułku piechoty w Chełmnie. Był w tym czasie dowódcą kompanii i adiutantem pułku. W 1931 roku awansował do stopnia majora. Od kwietnia 1934 roku był wykładowcą taktyki piechoty w Centrum Wyszkolenia Piechoty w Rembertowie.      
Po wybuchu II wojny światowej został mianowany dowódcą III batalionu 26 pułku piechoty należącego do 5 Dywizji Piechoty „Dzieci Lwowskich”. Brał udział w obronie Warszawy. Był dowódcą samodzielnego ośrodka oporu w osiedlu łączności Boernerowo, które broniło się do 27 września 1939 roku. Dowództwo Obrony Warszawy sądziło, że mjr Jacek Decowski, jak wielu jego żołnierzy, zginął podczas obrony. W uznaniu zasług i za wykazane męstwo odznaczono go Krzyżem Srebrnym Orderu Virtuti Militari. Major jednak przeżył, był ranny, dostał się do niewoli niemieckiej. 
Zmarł na zawał serca 5 lipca 1941 roku w Oflagu VII A Murnau. Jest pochowany w polskiej kwaterze wojennej na cmentarzu parafialnym w Murnau.      

## Życie prywatne
Od 9 września 1924 roku był mężem Wandy z Zawitowskich.

## Ordery i odznaczenia
- Krzyż Srebrny Orderu Virtuti Militari (1939)
- Medal Niepodległości (2 sierpnia 1931)[4]
- Srebrny Krzyż Zasługi (10 listopada 1928)[5]
- Medal Pamiątkowy za Wojnę 1918–1921 (1928)
- Medal Dziesięciolecia Odzyskanej Niepodległości (1928)
- Medal 3 Maja nr 3162 (21 października 1925)
- Odznaka Pamiątkowa Więźniów Ideowych (1932)
- Medal Zwycięstwa (Médaille Interalliée)